# Großer Preis von Büttgen
Der Große Preis von Büttgen war ein regelmäßig ausgetragener internationaler Wettbewerb im Bahnradsport, der in der deutschen Ortschaft Büttgen am Niederrhein für Sprinter veranstaltet wurde.

## Geschichte
Die erste Austragung fand 1980 statt. Der Wettbewerb wurde auf der Radrennbahn Kaarst-Büttgen ausgefahren. 2009 wurde das Rennen letztmalig ausgerichtet. Veranstalter waren der Verein VfR Büttgen und der Landesverband Nordrhein-Westfalen im Bund Deutscher Radfahrer. Das Turnier fand in der Regel Ende April statt und war eingebunden in die Veranstaltung „Spurt in die Maiennacht“, zu der auch das Zweier-Mannschaftsfahren um den Großen Preis der S-Finanzgruppe gehörte. Am Start waren regelmäßig internationale Spitzenfahrer, nationale Meister, Weltmeister und Olympiasieger.

## Palmarès
- 1980  Fredy Schmidtke
- 1981  Hans-Jürgen Greil
- 1982  Fredy Schmidtke
- 1983  Pavel Martinek
- 1984  Dieter Giebken
- 1985  Hans-Jürgen Greil
- 1986  Hans-Jürgen Greil
- 1987  Vratislav Šustr
- 1988  Uwe Buchtmann
- 1989  Vratislav Sustr
- 1990  Michael Schulze
- 1991  Jens Fiedler
- 1992  Jens Fiedler
- 1993  Mario Budweg
- 1994  Dirk Jan van Hameren
- 1995  Florian Rousseau
- 1996  Jens Fiedler
- 1997  Ainārs Ķiksis
- 1998  René Wolff
- 1999  Ainars Kiksis
- 2000  Teun Mulder
- 2001  Matthias John
- 2002  René Wolff
- 2003  Jan van Eijden
- 2004  René Wolff
- 2005  Sebastian Döhrer
- 2006  Stefan Nimke
- 2007  Stefan Nimke
- 2008  Sebastian Döhrer
- 2009  Tobias Schweizer